# Народная партия (Греция)
Народная партия (греч. Λαϊκὸν Κόμμα) — консервативная и про-монархическая греческая политическая партия, основанная Димитриосом Гунарисом, основного правого противника Элефтериоса Венизелоса и его Либеральной партии. Народная партия существовала с 1920 по 1958 год.

## История
Димитриос Гунарис основал партию в октябре 1920 года, из членов Националистической партии, после своего возвращения из ссылки на Корсике.
Партия победила на всеобщих выборах в Греции в 1920 году и сформировала сменяющие друг друга правительства под руководством самого Димитриоса Гунариса, Николаоса Стратоса и Петроса Протопападакиса.
Однако партия и её лидеры не выполнили своего обещания вернуть греческие войска домой и оказались в более запутанной ситуации в Малой Азии, чем их предшественники из Либеральной партии. Ещё больше усложнило ситуацию то, что после смерти короля Греции Александра I в октябре 1920 года они дали право вернуться в страну изгнанному в результате Национального раскола в Греции Константину I, что стоило Греции поддержки её бывших союзников по Антанте. Поражение во второй греко-турецкой войне (1919—1922) и последующая катастрофа в Малой Азии положили конец правлению Народной партии, поскольку греческие военные руководители свергли правительство, которое они считали ответственным за национальную катастрофу.
Её лидеры, в том числе Димитриос Гунарис, были казнены после непродолжительного судебного разбирательства, и на следующих выборах партия понесла большие потери. Тем не менее, она вернулась к власти в 1933 году под руководством Панагиса Цалдариса, а в 1935 году сыграла ведущую роль в восстановлении монархии и возвращении короля Георга II.
После смерти Панагиса Цалдариса в 1936 году партию возглавил Константинос Цалдарис, пытавшийся сохранить политическое равновесие в стране, пользовавшийся большой популярностью и на парламентских выборах в 1946 году партия одержала убедительную победу. Партия поддержала восстановление короля Георга II на плебисците 1946 года. Тем не менее Константинос Цалдарис подал в отставку, чтобы сформировать правительство национального единства (центристов-либералов и консерваторов) под руководством либерального политика Фемистоклиса Софулиса. Это правительство с участием Народной партии и Либеральной партии руководило страной во время Гражданской войны в Греции.
Народная партия оставалась доминирующей силой правых до 1950 года.
Оказавшаяся на обочине греческой политики, Народная партия в последний раз пробовал бороться на выборах в 1958 году. Затем была распущена последним лидером Константиносом Цалдарисом. Бо́льшая часть её сторонников присоединилась к Национальному радикальному союзу Константиноса Караманлиса.